# 关一人
关一人（日语：／ Seki Kazuto，1975年9月11日—），静冈县出身，日本男子帆船运动员。他曾代表日本参加2004年夏季奥林匹克运动会帆船比赛，联同轰贤二郎获得男子470级铜牌。